# Nordisk Kennel Union

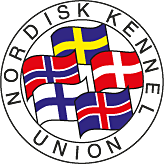
NKU:s logotyp

Nordisk Kennel Uunion (NKU) är en samarbetsunion mellan de nordiska ländernas nationella kennelklubbar, som var och en för stambok över de hundraser som registreras i de enskilda länderna. Syftet med unionen är att standardisera och förenkla regler och riktlinjer kring registreringar, hundutställningar, tävlingar samt jakt- och bruksprov m.m.
Alla kennelklubbarna i NKU är var för sig anslutna till den internationella kennelfederationen Fédération Cynologique Internationale (FCI) och erkänner automatiskt de hundraser som erkänts internationellt samt anpassar sig efter de regler och riktlinjer som organisationen antagit.
Var och en av de nordiska kennelklubbarna bestämmer själva om de vill erkänna ytterligare raser. Inom NKU finns en överenskommelse om att de raser som erkänns i ett land även erkänns av de övriga medlemmarna. Detta sker dock inte automatiskt när det gäller nationella raser, som fallet är med till exempel gotlandsstövare och dansk spets. Därför finns det hundraser som är erkända i samtliga nordiska länder, men som inte erkänts av FCI.
Innan 1995 hade NKU en egen gruppindelning av hundraser som skilde sig från FCI:s. NKU har på FCI:s uppdrag ett gemensamt avelsansvar för samojedhunden med ursprung i norra Ryssland och Sibirien.

## NKU:s medlemsorganisationer
- Dansk Kennel Klub
- Hundaræktarfélags Íslands (Islands kennelklubb)
- Norsk Kennel Klub
- Finska Kennelklubben / Suomen Kennelliitto
- Svenska Kennelklubben